# 安达巧
安达巧（日语：／ Adachi Takumi，1966年4月11日—），日本男子摔跤运动员。他曾代表日本参加1990年亚洲运动会摔跤比赛，获得一枚金牌。他也曾参加1992年夏季奥林匹克运动会。